# کد سرپرستی
کد سرپرستی یا کد مباشرت (به انگلیسی: Stewardship Code)، بخشی از قانون شرکت‌های انگلستان دربارهٔ اصولی است که انتظار می‌رود سرمایه‌گذاران نهادها از آنها پیروی کنند. نخستین بار در سال ۲۰۱۰ توسط شورای گزارشگری مالی ("FRC") منتشر شد و در سال 2019 FRC نسخه به‌روزشده از کد سرپرستی منتشر شد.